# 曼迪·科瓦尔
曼迪·科瓦尔（英語：Mandi Kowal，1963年6月16日—），美国前女子赛艇运动员。她曾代表美国参加世界赛艇锦标赛，获得三枚金牌，其中二枚来自女子轻量级四人单桨无舵手项目，另一枚来自女子轻量级八人单桨有舵手项目。